# Kilmachu
Kilmachu (arab. كلماخو) – miejscowość w Syrii, w muhafazie Latakia. W 2004 roku liczyła 2252 mieszkańców.